# Вход в никуда
«Вход в никуда» (англ. Enter Nowhere) — американский художественный фильм 2011 года, фантастический триллер, режиссёрский дебют актёра Джека Хеллера. В 2015 году фильм вышел на DVD под альтернативным названием «Призраки Чёрного леса» (англ. The Haunting of Black Wood).

## Сюжет
Фильм начинается со сцены ограбления бензоколонки молодой парой, Кевином и Джоди. Кевин забирает деньги из кассы, а Джоди просит продавца открыть сейф, на что тот отвечает, что если он это сделает, ей вряд ли это понравится. Досчитав до трёх, Джоди стреляет в продавца, и пара уезжает.
Молодая женщина в плаще пробирается по лесной чаще и приходит к деревянной хижине, в которой встречает молодого человека по имени Том. Она говорит ему, что её зовут Саманта, и она ехала с мужем к его родителям, но по дороге у них кончился бензин, и муж пошёл искать помощь, однако не вернулся. Том говорит, что он здесь уже два дня, и что его машина слетела в кювет. На следующий день Том выкачивает бензин из своей машины, чтобы попытаться заправить машину Саманты, но по дороге он слышит выстрелы в лесу, падает и проливает бензин. Тем временем Саманта слышит за дверью шум и обнаруживает на пороге лежащую без чувств девушку. Это оказывается Джоди, и когда она приходит в себя, то говорит, что они поссорились с её парнем, и он вытолкнул её из машины в лесу. Саманта рассказывает, что она беременна, и они ехали в Нью-Гемпшир, чтобы сообщить новость родителям мужа. Том пытается пройти от хижины как можно дальше, делая зарубки на деревьях, но в итоге неожиданно для себя приходит на то же место.
На следующий день все трое решают идти в поисках выхода из леса. По дороге они натыкаются на люк в подземный бункер, где находят немецкие карты и консервы времён Второй мировой войны. Саманта, чей отец, которого она никогда не видела, был немцем, говорит, что на картах изображена Польша. Молодые люди забирают консервы и бутылки вина и идут дальше, однако внезапно оказываются вновь у хижины. Джоди сравнивает их положение с игрой Pac-Man, где игрок, покидая поле, выходит снова с другой стороны того же поля. Разговаривая друг с другом, они понимают, что совершенно по-разному представляют себе, где находятся: Саманта уверена, что неподалёку от Нью-Гемпшира, Джоди что они в Висконсине, а Том что они в Южной Дакоте. Более того, выясняется, что Саманта «живёт» в 1962 году, Джоди в 1985, тогда как Том - в 2011-м. Саманта также говорит о себе, что её отец погиб на Второй мировой войне, Джоди — что она не видела своих родителей и её вырастили дедушка и бабушка, а Том — что вырос в детском доме.
Внезапно у хижины появляется молодой человек с винтовкой, который говорит по-немецки. Он связывает всех троих, хотя Саманта, немного владеющая немецким, пытается объяснить ему, что они не хотят ничего плохого. Немец также обнаруживает на шее у Саманты медальон с изображением женщины, такой же медальон есть у Джоди, и сам немец показывает такой же на себе. Тому удаётся вырваться из пут и связать немца. Совместными усилиями герои восстанавливают отношения между собой: немец Ганс — это отец Саманты, который погибнет при бомбардировке; Джоди — это дочь Саманты, причём Саманта умрёт при родах, а её муж Адам погибнет во Вьетнаме, так что Джоди воспитают родители Адама, которые будут жестоки с ней; после ограбления бензоколонки и убийства кассира Джоди в ссоре убивает своего парня, за что оказывается в тюрьме, где у неё рождается Том; саму Джоди казнят; Том воспитывается в детском доме, а в будущем из-за ссоры со священником он убьёт его и застрелится сам. У Тома возникает идея, что поскольку их смерти ещё не произошли, у них есть шанс изменить ход событий, начав со спасения Ганса от гибели. Несмотря на то, что в драке немец смертельно ранит Джоди, из-за чего она умирает и Том также исчезает, Саманте удаётся затащить Ганса в бомбоубежище.
В эпилоге снова показан 1985 год: Джоди заходит на ту же стоянку, но покупает там цветы и продукты. Она приезжает домой, где её ждёт её мать Саманта. Заголовок газеты сообщает, что филантроп Ганс Нойман недавно скончался. Джоди и Саманта с урной с прахом в руках идут в сторону моря. Между тем к бензоколонке подъезжает другая молодая пара и нападает на кассира.

## В ролях
- Скотт Иствуд — Том
- Кэтрин Уотерстон — Саманта
- Сара Пэкстон — Джоди
- Шон Сайпос — Ганс

## Съёмки
Джек Хеллер рассказал в интервью, что почти весь фильм был снят в гёрлскаутском лагере на Лонг-Айленде, причём в 25 футах от хижины уже находился морской пляж, однако благодаря монтажу в фильме кажется, что дело происходит в дремучем лесу.

## Критика
Критики отмечали, что фильм смотрится оригинально и свежо, не являясь ни ремейком, ни продолжением какого-либо ранее снятого фильма. Неожиданной для фильма такого жанра является тема родительства — в фильме проводится мысль о том, как важно воспитание ребёнка родителями, учитывая тот факт, что Том, Джоди и Саманта росли без них и испытывали в жизни проблемы. Тем не менее, по мнению критиков, несмотря на увлекательный сюжет фильм слегка затянут и ему не помешал бы более «компактный» монтаж.
В другом отзыве отмечалось, что новое название фильма «Призраки Чёрного леса» вводит в заблуждение, поскольку никаких призраков в полном смысле там нет, а тот факт, что действие происходит в лесу, не очень принципиален, потому что оно могло бы разворачиваться и в другой условной локации. Критик подчёркивает, что несмотря на завязку, в которой три незнакомца оказываются в заброшенной хижине, речь не идёт о фильме ужасов. Фильм страдает не столько от минимального бюджета (что заметно в нескольких экшн-сценах), сколько от нехватки напряжённости, драмы и новых идей.